# Christian V d'Oldenbourg
Christian V d'Oldenbourg (allemand : Christian V von Oldenburg), décédé après 1399, fut comte d'Oldenbourg de 1368 à 1398.

## Famille
Fils de Conrad Ier d'Oldenbourg et de Ingeburge de Holstein-Plön.

### Mariage et descendance
Christian V d'Oldenbourg épousa Agnès de Honstein (1360-1404), (fille du comte Thierry V de Honstein (bg) et de Sophie de Brunswick-Wolfenbuttel).
Deux enfants sont nés de cette union :
- Thierry d'Oldenbourg (dit le Bienheureux ou le Fortuné), comte d'Oldenbourg
- Christian VI d'Oldenbourg (†1421)

Son cousin Maurice II d'Oldenbourg abdiqua en sa faveur en 1398.

## Généalogie
Christian V d'Oldenbourg appartient à la première branche de la Maison d'Oldenbourg. Cette lignée donna des rois à la Norvège, au Danemark, cette lignée s'éteignit en 1863 au décès de Frédéric VII de Danemark. Christian V d'Oldenbourg est le grand-père de Christian Ier de Danemark.